# Mura urbane di Lubin
Le mura urbane di Lubin furono costruite nel XIV secolo, probabilmente nel posto dei vecchi argini in terra rafforzati con la palizzata, i quali, circondando tutta la città, fungevano da baluardi. Un’edificazione intensa delle mura ebbe luogo negli anni 1348-1358, poco prima e durante la Guerra civile tra i figli del Boleslao il Prodigo (in polacco: Bolesław Rozrzutny) al tempo in cui Lubin formava la residenza del principe Ludovico I. I lavori della costruzione delle mura furono conclusi nella seconda metà del Trecento; le mura al tempo divennero una parte del sistema di fortificazione urbana.

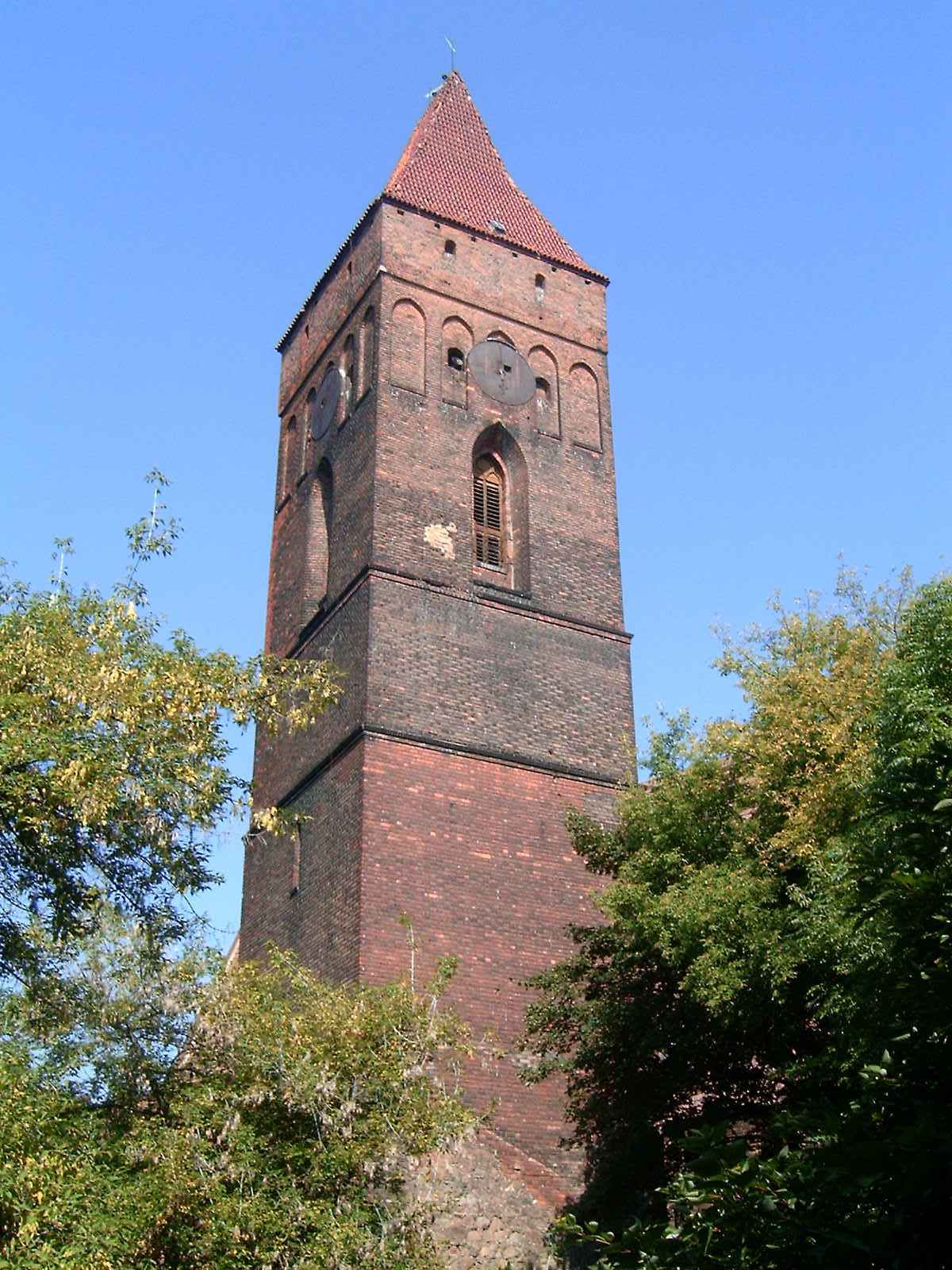
Battifredo quadrato nella parte sud-est delle mura, aggiunto alla fine del Quattrocento e trasformato in un campanile

Le mura furono costruite con pietra decorativa, masso erratico e mattone legati con la malta di calce. Le parti vicine al livello terreno del sistema di fortificazione intero vennero realizzate in pietra, quelle superiori invece in mattone gotico chiamato palcówka, caratteristico per gli edifici medievali polacchi. Le mura avevano l’altezza originaria da 4 a 5 metri e lo spessore da 1,5 metro nella cima fino a più di 2 metri al suolo. Nel Quattrocento, le mura vennero elevate di 1 metro in media. Varie lesioni nella costruzione nel periodo successivo furono riparate solo con il mattone.
Quindici battifredi, fabbricati su una pianta rettangolare, aperti e chiusi dal lato della città e allontanati uno dall’altro da 40 a 50 cm, rafforzavano la funzione difensiva delle mura. L’entrata alla città era sorvegliata da 3 porte: di Głogów, di Ścinawa e di Breslavia, detta anche di Legnica. La più fortificata era quella di Głogów, con il battifredo di porta. La porta di Głogów aveva la doppia cinta muraria e l’antemurale con il fossato triplo. Le altre porte avevano doppie cinte murarie e antimurali con fossati pure doppi. Nel sistema di fortificazione fu anche incluso un edificio di castello, ricostruito e molto ampliato. Il tutto rendeva Lubin una delle città più fortificate in Silesia all’epoca. Anche grazie a quel sistema di fortificazione Lubin resistette con successo a due invasioni degli hussiti nel 1428 e nel 1431.
Alla fine del Trecento sul lato sud delle mura si fece un cancello per i pedoni, che conduceva dalla piazza di chiesa fino al camposanto spostato fuori dalle mura. Il cancello venne protetto con un piccolo antemurale e aveva un rafforzamento addizionale: un battifredo quadrato aggiunto alla fine del Quattrocento e trasformato in un alto campanile sovrastante alla chiesa con la quale era unito tramite un portico di mattone sospeso. Originariamente le mura e i battifredi erano coronati dalle saettiere con merlature. Nel posto di uno dei battifredi quattrocenteschi, oggi si trova una torre campanaria.
Nel Quattrocento e nel Cinquecento, a causa della diffusione delle armi da fuoco e delle nuove tecniche di assedio, il sistema di fortificazione venne ampliato e modernizzato. I piani superiori dei battifredi furono forniti di cannonieri dell’artiglieria, mentre dietro le mura si costruirono argini in terra con il secondo fossato.

## Stato attuale
Le mura di Lubin trecentesche sono oggi iscritte nel registro di monumenti.
Fino ad oggi le mura sono rimaste in buono stato; su un segmento del perimetro della città vecchia abbastanza lungo, resta circa il 70 % delle mura urbane e degli elementi della fortificazione del passato. Si tratta di:
- postazioni d’artiglieria e cannonieri in un battifredo angolare, situato all’angolo sud-ovest delle mura,
- resti di due battifredi nella parte sud delle mura e quattro battifredi nella parte nord,
- Battifredo di Głogów con la torre di porta,
- battifredo quadrato accanto alla chiesa, aggiunto alla fine del Quattrocento e trasformato in un campanile,
- portico di mattone sospeso che unisce la chiesa con un battifredo del passato.